# Лоуренс Ламбе
Лоуренс Морріс Ламбе (англ. Lawrence Morris Lambe; 27 серпня 1863 — 12 березня 1919) — канадський геолог, палеонтолог та еколог. Працював в Західній Канаді (Альберта, Британська Колумбія). Описав декілька видів динозаврів: у 1902 році три види Monoclonius; у 1904 — Centrosaurus; у 1910 — Euoplocephalus; у 1913 — Styracosaurus; у 1914 — Chasmosaurus, Gryposaurus та Gorgosaurus; у 1917 — Edmontosaurus; у 1919 — Panoplosaurus. Також Ламбе описав викопного крокодила Leidyosuchus, вивчав девонських риб, збирав третинних комах і рослини в Британській Колумбії.

## Вшанування
На честь Лоуренса Ламбе названо:
- рід динозавра Lambeosaurus;
- невеликий острів Ламбе на заході озера Гурон;
- гора Ламбе у Британській Колумбії (висота 3183 м).